# زاستافا سي زي 99
زاستافا سي زي 99 هو مسدس نصف آلي من إنتاج زاستافا للأسلحة، تم تطويره في عام 1989 ليحل محل ام57 في جيش يوغسلافيا الشعبي والشرطة.

## النسخ

### سي زي 99
النموذج الأصلي والأولي صمم في عام 1989. ذو عيار 19 ملم × 9 بارابيلوم.

### سي زي 999 العقرب
مسدس ذو عيار 19 ملم× 9

### أي زي
الجيل الرابع من سي زي 99

### ميثاق أي زي -9
مسدس ذو عيار 10 ملم

## النسخ الأجنبية أو المقلدة

### الجولان
نسخة إسرائيلية تنتجها صناعات كيه اس ان

### تي زي 99
نسخة جنوب افريقيا المنتجة لفترة وجيزة قبل الأفلاس.

## المستخدمين
- البوسنة والهرسك[بحاجة لمصدر]
- العراق[بحاجة لمصدر]
- إسرائيل[2]
- الأردن[4]
- مقدونيا[بحاجة لمصدر]
- الجبل الأسود[بحاجة لمصدر]
- صربيا[5]
- جنوب أفريقيا[3]

## الوصلات الخارجية
- Official page
- CZ99.org - Unofficial CZ 99 site نسخة محفوظة 22 أبريل 2012 على موقع واي باك مشين.
- Modern Firearms، CZ-99